# Růže kvetou dál
Růže kvetou dál - debiutancki album Heleny Vondrackovej wydany w roku 1969 przez Supraphon.

## Spis utworów
1. „Pátá”
2. „Červená řeka”
3. „Hříbě - s Václavem Neckářem”
4. „Mám ráda cestu lesní”
5. „Jéňo, hrej”
6. „Oh, baby, baby- s Martou Kubišovou”
7. „Chytila jsem na pasece motýlka”
8. „Cink - cink”
9. „Růže kvetou dál”
10. „Nedoufej”
11. „Vzdálený hlas”
12. „Úžasná láska”
13. „Přejdi Jordán”